# 辛基夏
辛 基夏（シン・ギハ、朝鮮語: 신기하、1941年4月27日 - 1997年8月6日）は、大韓民国の裁判官、弁護士、政治家。第12・13・14・15代韓国国会議員。本貫は霊山辛氏。1980年代に民主化運動に積極的に参加し、人権派弁護士として活動した。

## 経歴
全羅南道咸平郡に漢学者の次男として生まれた。朝鮮大学校付属中学校、光州第一高等学校、全南大学校法科大学卒業、ソウル大学校司法大学院修了、1993年に漢陽大学校大学院で法学博士学位取得。元全南大学校法大講師。
大学2年生の時に4・19革命に参加し、1961年の5・16軍事クーデターでは3ヶ月間拘束された後に除籍されたが、1961年9月に復学した。1969年に司法試験に合格し、1974年に陸軍大尉（法務官）として予備役に編入され、同年に光州地方法院の判事に就任し、1980年に弁護士を開業した。同年に国際アムネスティ会員。1984年に民主化推進協議会運営委員会委員として民主化運動に参加し、民主活動家600人余りの無料弁論を引き受けた。同年に新韓民主党創党発起人を務め、1985年に全南第1地区党委員長、同年の第12代総選挙では同党の公認で光州東区北区選挙区から初当選し、国会で光州民主化運動の真相を暴露した。国会議員を合計4期務めたほか、平和民主党院内首席副総務・院内総務代行、「汎野圏統合」交渉代表、民主党党務委員・光州市支部長・院内総務、新政治国民会議院内総務、国会保健福祉委員会委員長、国会法制司法委員会幹事、光州特別委員会・倫理特別委員会幹事、運営・財務・国防・建設・情報・予決常任委員会委員、列国議会同盟韓国代表を歴任した。
1997年8月6日、グアムで発生した大韓航空801便墜落事故により妻と共に死去。